# Heptathela wosanensis
Heptathela wosanensis är en spindelart som beskrevs av Wang och Jiao 1995. Heptathela wosanensis ingår i släktet Heptathela och familjen ledspindlar. Inga underarter finns listade i Catalogue of Life.